# Kasteel van Angers

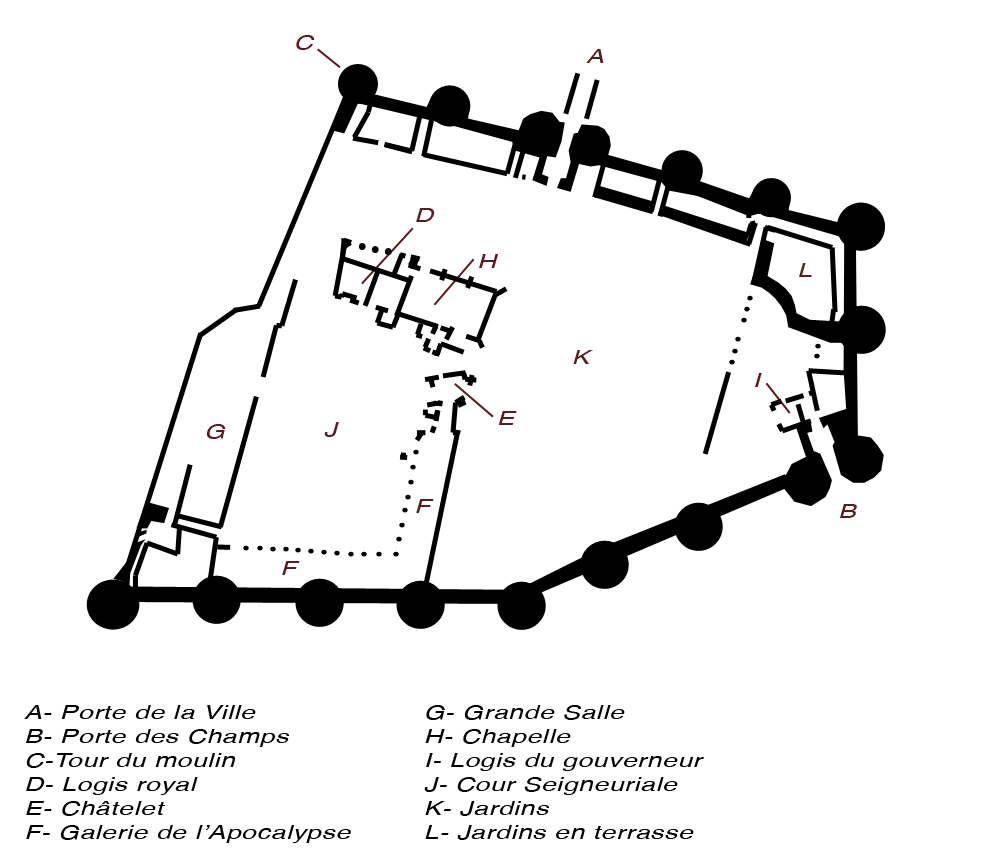
Plattegrond

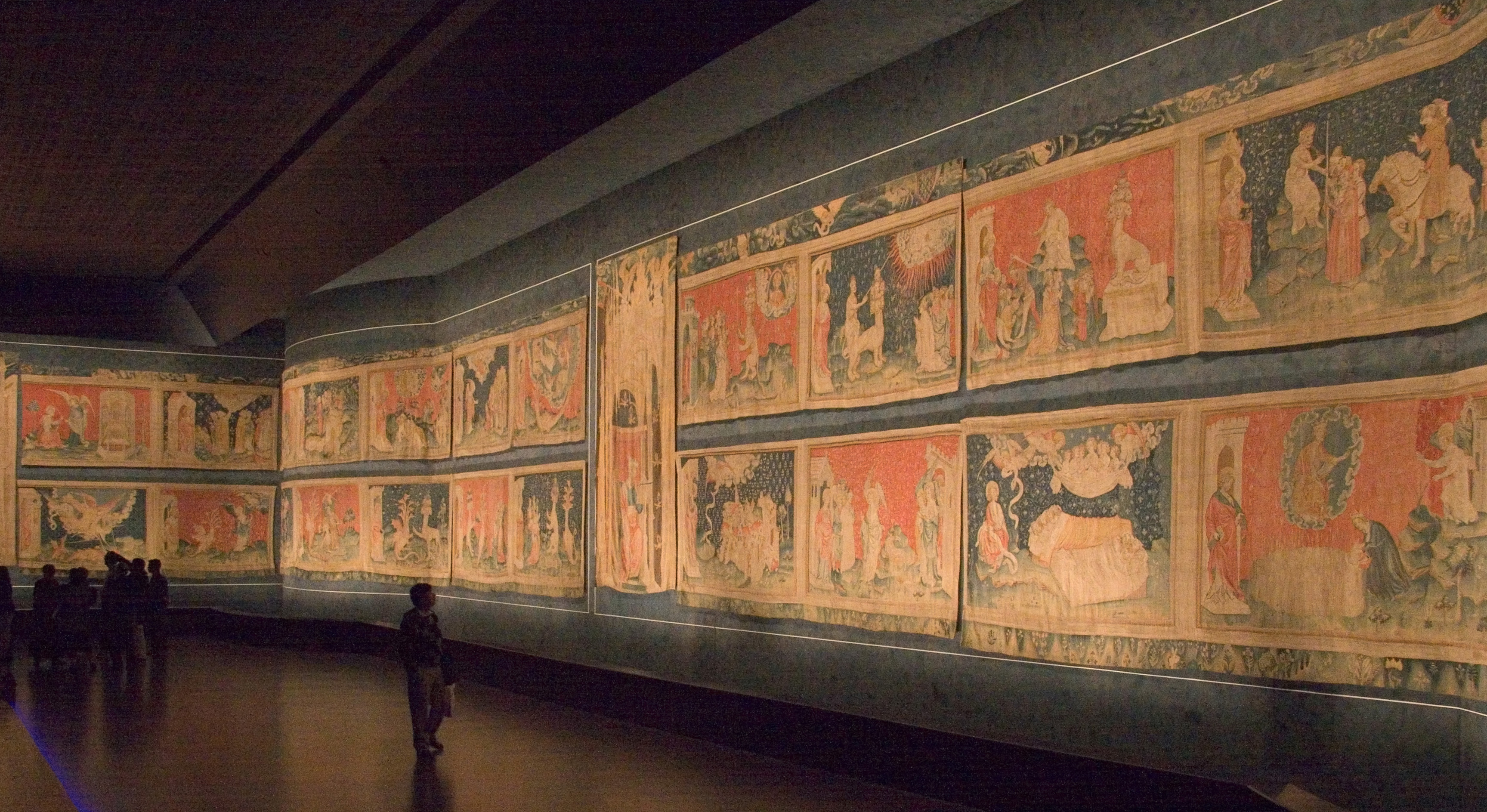
Het Tapisserie de l'apocalypse, het langste wandtapijt ter wereld

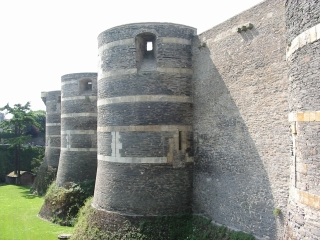
Torens van het Kasteel van Angers

Het Kasteel van Angers (Frans: Château d'Angers) is een 13e-eeuws kasteel in de stad Angers in westelijk Frankrijk. Het kasteel staat op een rots boven de rivier Maine. Het omvat een gebied van 25.000 m² en heeft 17 massieve torens.
Al in de Romeinse tijd stond een fort op de strategisch gelegen plek van het kasteel. In de 9e eeuw kwam het fort onder heerschappij van de machtige hertogen van Anjou. In 1204 werd het gebied veroverd door de Franse koning Filips II, en in de periode 1240-1250 liet zijn kleinzoon Lodewijk IX op de plek van het fort een enorm kasteel bouwen.
De burcht diende als zetel van het machtige Huis van Anjou, zowel het eerste (dat later het Engelse koningshuis Plantagenet werd) als het tweede (het latere koningshuis Anjou-Sicilië).
Lodewijk I van Anjou, hertog van Anjou en tweede zoon van de Franse koning Jan II, liet tussen 1373 en 1383 een enorm wandtapijt maken, het Apocalyps van Angers. Het wandtapijt is 103 meter lang, en is daarmee het langste wandtapijt ter wereld. Het verbeeldt de Apocalyps (dag des oordeels) uit het Bijbelse boek Openbaring van Johannes.
Lodewijk II van Napels en zijn vrouw Yolande van Aragón voegden in 1405-1423 een kapel en koninklijke appartementen toe aan het kasteel. In de kapel werd een reliek bewaard, dat een houtsplinter afkomstig van het Heilige Kruis zou zijn.
In de 18e eeuw diende het kasteel als militaire academie, waar onder meer Arthur Wellesley (de latere Hertog van Wellington) als soldaat werd getraind. Tijdens de opstand in de Vendée ten tijde van de Franse Revolutie werd het kasteel gebombardeerd door de opstandelingen. De dikke muren van het kasteel bleken echter prima bestand tegen het kanonnenvuur, en uiteindelijk gaven de opstandelingen hun poging om het kasteel in te nemen op.
Tijdens de Duitse bezetting van Frankrijk in de Tweede Wereldoorlog werd het kasteel zwaar beschadigd nadat geallieerde bombardementen een explosie in een munitieopslagplaats in het kasteel veroorzaakten.
Vandaag de dag dient het kasteel als museum voor wandtapijten. Het museum heeft de grootste en oudste collectie wandtapijten ter wereld, waaronder het enorme Wandtapijt van de Apocalyps.

## Geschiedenis
De locatie van het kasteel van Angers is zeer strategisch. Het kasteel is gevestigd op de westelijke flank van de stadsheuvel die met 47 m het hoogste punt van Angers is. De hoogte van het kasteel varieert tussen 35 en 45 m, hiermee domineert het de Maine, die stroomt op een hoogte van ongeveer 20 meter. De heuvel zelf bestaat uit leisteen.

### De eerste bezettingen
In 1997 werd - tijdens preventieve graafwerken - een cairn opgegraven in het westen van de binnenplaats onder de overblijfselen van het oude gravensteen. De cairn, gebouwd rond 4500 v.Chr, omvatte 4 à 5 grafkamers. Ze bestond volledig uit leisteentegels en had een diameter van ongeveer 17 meter. De manier waarop de leisteen verwerkt is, gaf informatie aangaande de beheersing van de lei-exploitatie in het neolithicum.
De site zou later bewoond geweest zijn door de Andecaven, een Gallische stam. Hierover bestaat weinig informatie. In de Gallo-Romeinse periode ontstond er de stad Juliomagus. Deze was in het begin uitsluitend bestemd als woonstad; later bouwden de Romeinen een tempel op een terras aan de uiterste rand van het klif boven de Maine.
Op het einde van de 3e eeuw bracht de migratie van Germaanse volkeren een periode van toenemende onveiligheid met zich mee. De lokale bevolking vluchtte naar Juliomagus en omringde de stad met een muur van 10 à 12 meter hoog. Een deel van de Gallo-Romeinse muren doorkruist het huidige kasteel van west naar oost. In het uiterst westelijke punt van het kasteel, onder de galerij van de Apocalyps, bevinden zich ter hoogte van de kapel van St-Lauden overblijfselen van een toren van de stadsmuur. Onder de zuidoostelijke stadsmuur vindt men ook de overblijfselen van een poort, vermeld als ‘Porte de Chanzé”.

### Paleis van de graaf
In 852 gaf de bisschop van Angers een terrein in bruikleen aan de graaf van Anjou. In een periode waarin Angers kwetsbaar was voor aanvallen van de Noormannen, kon men via deze positie de Maine bewaken. Dit weerhield de Noormannen echter niet de stad meerdere keren in te nemen. Tezelfdertijd voerden de Bretoenen aanvallen uit en namen een deel van het Angevijnse land in.
Pas toen de periode van onrust en invallen voorbij was, bouwden de graven van Anjou het eerste kasteel. Dit kasteel kreeg nooit te maken met belegeringen en werd weinig versterkt. De graven veroverden stukje bij beetje Poitou, Maine en uiteindelijk Normandië en Aquitanië. Het kasteel staat bekend als een "aula" (niet-versterkte burcht) en niet als een "castrum" (versterkte burcht). Het is grotendeels samengesteld uit bewoonbare delen. De "Aula" of Grote Zaal werd gebouwd op het meest westelijke klif. Dit was waarschijnlijk op het authentieke (hier bovenvermelde) terras. De keuken daarentegen werd gebouwd op de oude Gallo-Romeinse vesting. Een versterkte poort werd opgegraven in 1953: ze is massief (11 meter bij 8) en was waarschijnlijk deel van een versterkte toren.
Omstreeks de 12e eeuw stond het kasteel onder het bewind van de dynastie van de Plantagenets. In 1132 werd het kasteel verwoest door een brand. Bij de wederopbouw werd de omvang van de grote zaal verdubbeld. Aan de kant van de Maine werden meerdere appartementen gebouwd en een poort bijgemaakt. Ook werd de kapel van Saint-Laud gebouwd, buiten de Romeinse vesting waarop de noordelijke gevel van de kapel steunt. Het is een kapel met slechts een hoofdbeuk, overkoepeld met tongewelven; er is een apsis op de zuidelijke gevel.
Angers was het hart van het rijk van de Plantagenets.

### De koninklijke vesting
In 1214, na de Slag bij Bouvines en de Slag bij de la Roche-aux-Moines, ontnam de Franse koning Philippe Auguste Anjou van Jan zonder Land en voegde de provincie toe aan het koninklijk domein. Die vereniging bracht de koninklijke grenzen terug dichter bij het hertogdom Bretagne. De hertog verborg zijn vijandigheid tegenover het Franse koninkrijk niet. De Bretoenen slaagden erin Angers in te nemen in 1227.
Ze werden al snel verdreven door de troepen van Lodewijk IX van Frankrijk, die sindsdien de opbouw van een koninklijke vesting op gang bracht. Om een vesting van 2,5 hectare te kunnen oprichten vond Lodewijk het nodig de kanunniken van Saint-Laud te verdrijven alsook een deel van de bevolking. Bijna een vierde van de oude stad werd vernietigd. De bouw van het kasteel nam een twaalftal jaar in beslag (1230-1242). Zo ontstond de vesting zoals we die vandaag kennen: een omwalling van meer dan 800 meter lang, gekenmerkt door 17 torens. Enkel de steile noordelijke flank, tegenover de Maine, werd nooit versterkt. Ook de stad werd ommuurd.
Anjou werd het exclusieve bezit van broer van de koning, Karel van Anjou. Hij stond aan de basis van de Capetingische dynastie van Anjou. Niettemin, geroepen door de paus in Italië, drukten Karel en zijn opvolgers amper hun stempel op het kasteel, dat in 1290 terug naar de Franse koning ging. Angers verloor zijn politieke rol en de woningen gingen erop achteruit.

### Het kasteel van de hertogen
Toen Anjou in 1360 een hertogdom werd, installeerde zich een nieuwe dynastie in Angers afkomstig van het Huis Valois. Lodewijk I begon toen met het renoveren van de woonruimte van de seneschalk. Deze woning was achter de poorten van de stad gesitueerd. Vanaf 1370 herschikte hij ook de Grote Zaal. Hij zorgde voor nieuwe, grotere ramen en installeerde een indrukwekkende schouw. Hij liet een volledig nieuwe keuken bouwen, die vier keer groter was dan de oude grafelijke keuken. Zijn architect Macé-delarue stelde hij verantwoordelijk voor het onderhoud en de vernieuwingen van het kasteel. Omstreeks 1410 renoveerde zijn opvolger, Lodewijk II, de koninklijke residentie en de kapel. Daarna voegde René van Anjou aan die koninklijke residentie een galerij toe. In de jaren 1450 liet hij ook het kasteeltje en een hele reeks extra woongedeelten bouwen.

### Terugkeer naar de koninklijke autoriteit
Uiteindelijk raakte René van Anjou in een conflict over de nalatenschap van het hertogdom met zijn neef, Lodewijk XI. Deze was op dat moment al koning van Frankrijk. Lodewijk XI besliste om het hertogdom met geweld in te nemen en trok in 1474 naar Anjou met zijn leger. Dit verplichtte René zijn plannen in verband met de opvolging voorgoed op te bergen. Lodewijk XI bezette onmiddellijk het kasteel en vertrouwde William van Cerisay de leiding toe. In 1485 liet hij de grachten uitdiepen, die tot dan toe maar vaag uitgegraven waren.
In 1562 werd de beslissing genomen om het kasteel aan te passen aan de technologieën van de nieuwe legertechnieken. Om de werkplannen op te stellen stelde men architect Philippe Delorme aan. Jehan de l’Espine voerde de werken uit. Men installeerde artillerieterrassen naar het zuiden toe zowel aan de kant van de binnenplaats als achter de vestingmuur in het noorden tussen de poorten en de woning van de gouverneur. Ook de grachten werden opnieuw verbreed.
In 1585, volop in godsdienstoorlog, maakten katholieken en protestanten ruzie over het kasteel. Daarom geeft Henri III het bevel om het kasteel te slopen nog voor iemand anders het tegen hem kan gebruiken. Het was Donadieu de Puycharic, de gouverneur van het kasteel, die de afbraak tot een goed einde moest brengen. De torens werden gesloopt en het kroonstuk afgebroken. De werken werden zes maal hervat en uiteindelijk aan het einde van de strijd stilgelegd. In 1595 werden nieuwe artillerieterrassen aangelegd en sommige schietgaten werden omgebouwd tot kanonsgaten.
In 1648 werd het kasteel opnieuw gebruikt wanneer de burgerij van Angers in opstand kwam tegen de gouverneur en ook tijdens La Fronde. In 1661 beval Lodewijk XIV aan graaf van Artagnan om Nicolas Fouquet, surintendant van Financiën, te stoppen. De koning verdacht Fouquet ervan 12 miljoen pond van de koninklijke schatkist verduisterd te hebben. In de loop van de 18e eeuw raakte het kasteel in verval door een gebrek aan onderhoud.

### Van de Revolutie tot nu
Tijdens de Franse Revolutie in 1789 werd het kasteel de zetel van het Revolutionaire Comité van Angers. Aan het begin van het jaar I van de messidor, de tiende maand van de Franse Republikeinse kalender (eind juni 1793), belegerden Vendeeërs de stad en het kasteel.
In 1806 gaf men de toestemming om de bijna afgewerkte Porte des Champs af te breken om er een boulevard aan te leggen. Het jaar nadien werd het kasteel omgebouwd tot een gevangenis. In 1813 werd een verdieping gebouwd in de kapel om er 200 Engelse matrozen in onder te brengen, die gevangengenomen waren tijdens de napoleontische oorlogen. Twee jaar later na de definitieve nederlaag van de keizer bezetten de Pruisen het fort. In 1857 werd het gebouw op de monumentenlijst geplaatst; het leger had de woning en de kapel vernietigd om er militaire constructies neer te zetten. In 1857 werd de Algemene Raad, na het betalen van 20.000 frank, de eigenaar van het kasteel. Ter compensatie moesten zij zich wel bezighouden met het onderhoud van de historische site van het kasteel.
In de 20e eeuw werd onderhandeld over het kasteel tussen het leger en de Schone Kunsten, maar deze onderhandelingen werden onderbroken door de Tweede Wereldoorlog. De Duitsers bezetten het gebied en sloegen er hun munitie op. Op 15 en 16 mei 1944 begon het Duitse leger zijn soldaten en munitie onder te brengen uit schrik voor bombardementen van de geallieerden. Tien dagen later, op 25 en 26 mei 1944, werd Angers voor het eerst gebombardeerd. Er vielen zes bommen op het kasteel waarvan drie binnen de omwalling. Een gewelf van de kapel stortte in, het koninklijke verblijf stond in vuur en vlam en de daken werden weggerukt.
In 1945 startte de wederopbouw van de kapel, onder leiding van de architect Bernard Vitry. De lichte militaire constructies werden ontmanteld. In 1948 werden de tuinen aangeplant en werd het kasteel voor het publiek geopend. Drie jaar later was de restauratie van de kapel voltooid. In 1952 besliste men om een nieuw gebouw op te trekken bestemd voor het wandtapijt van Angers. Het werd ingehuldigd op 30 juli 1954.
Op 10 januari 2009, omstreeks 4 uur 's middags, vernietigde een brand het koninklijk verblijf. De brand zou ontstaan zijn door een defect aan een elektrische verwarming. Dankzij de onmiddellijke reactie van de werknemers werden de waardevolle wandtapijten op een veilige plaats gebracht en zijn ze gespaard gebleven van de brand. Het dak van het gebouw daarentegen is wel in vlammen opgegaan. De schade werd op zo'n twee miljoen euro geschat. De minister van Cultuur, Christine Albanel, verklaarde dat de reconstructie van het beschadigde gebouw gepland is voor het tweede trimester van 2009.

## Architectuur
Het algemene voorkomen van de buitenkant van het fort dateert vrijwel geheel uit de tijd van Lodewijk XI en roept op een monumentale manier de militaire rol van het kasteel op. In tegenstelling tot de buitenkant, roepen de binnenkant en later de gebouwen van het hof, gebouwd tussen Lodewijk I van Anjou en René I van Anjou, de residentiële rol op van het hof van Anjou tussen de 14e en de 15e eeuw.

### De Porte des Champs

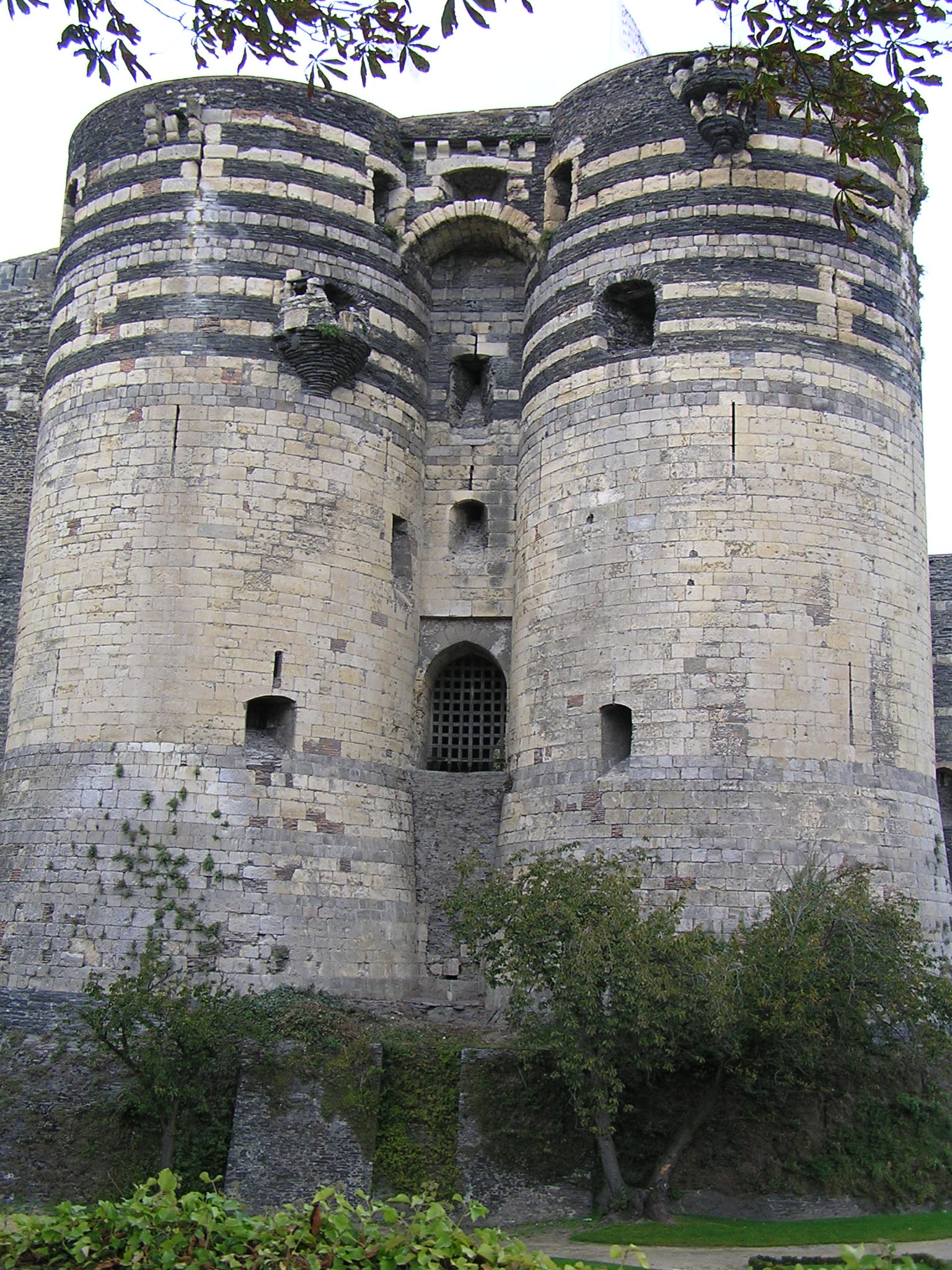
De Porte des Champs

De Porte des Champs maakte de verbinding mogelijk tussen het kasteel en de buitenkant van de stad Angers. De buitenbedekking bestaat voor twee derde uit kalksteen. Een derde deel bestaat uit afwisselende lagen van kalksteen en leisteen.
Twee torens staan naast een poort voor karren, die werd bereikt door een vaste loopbrug, en vervolgens door een ophaalbrug die bediend moest worden door een ketting uit een opening boven de poort.
De verdediging van deze poort werd in de eerste plaats verzekerd door een reeks van schietgaten, gespreid in groepen van vijf over de vier verdiepingen van elke toren. Sommige van deze schietgaten zullen hersteld worden en omgebouwd worden tot kanonsgaten. In de 17e of de 18e eeuw waren twee van die gaten versierd met kleine halfronde balkons met erkers.
De ingang werd vervolgens bewaakt door een serie van vier schutters (twee aan elke zijde) die uitkomen op hetzelfde niveau van de ingang. Deze laatste werd ook nog verdedigd door een dubbele valpoort, versterkt met een knuppel ertussen. De valpoort op de plaats van vandaag is een authentieke valpoort, in hout en met remblokken versterkt met ijzer, waarschijnlijk daterend uit de 15e of 16e eeuw. Kortom, een poort, waarvan nog een scharnier en de sporen van de sluitboom overschieten, heeft deze enorm goed verdedigde ingang versterkt.
Achter de ingang is een gewelfde hal uit de 13e eeuw die de bewakingskamers ondersteunt, en waarop nu het Huis van de Gouverneur steunt. De binnenkant van de toren bestaat uit drie kamers in spitsbooggewelf steunend op zes basissen. Deze zijn kunstiger bewerkt dan de andere torens van het fort en geven gezichten of plantaardige motieven weer.

### De stadspoort

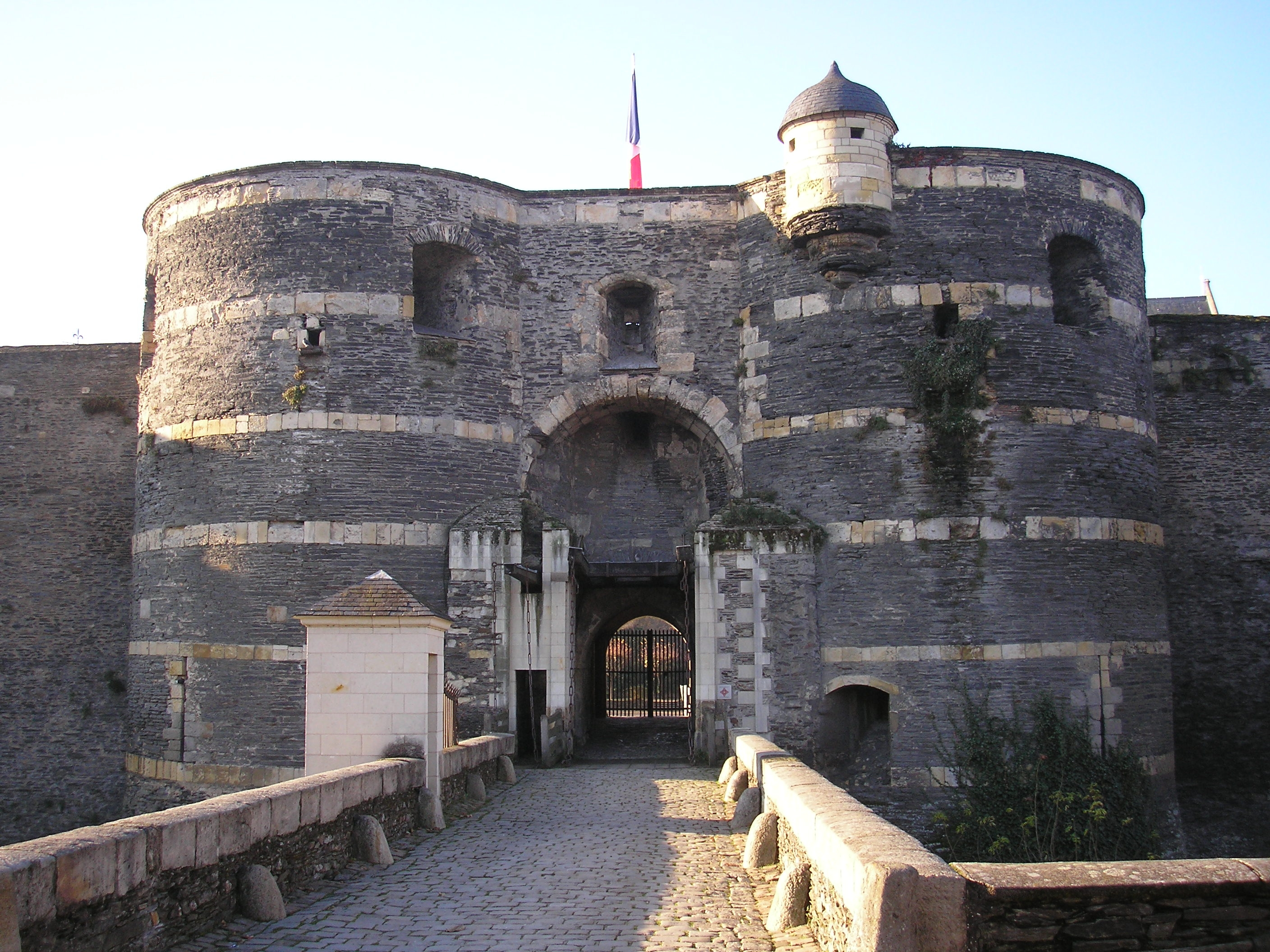
De stadspoort

Via de stadspoort was het kasteel verbonden met de stad Angers. In vergelijking met de Porte des Champs is de stadspoort minder verzorgd. De stadspoort is gebouwd uit leisteen, bewerkt met enkele stukken van het plaatselijke tufkrijt. De poort bestaat uit twee ronde torens die zich elk langs een kant van de ingang bevinden. Deze ingang is aangepast in de 15e of 16e eeuw opdat twee valbruggen konden worden ingericht. Een valbrug voor de voetgangers en een voor de karren. De verdediging van de stadspoort is gelijkaardig aan die van de Porte des Champs. Er zijn sporen gevonden van twee valhekken met daartussen een valkuil om de tegenstander te verschalken.
Verschillende schietgaten beschermen de ingang, waarvan ook enkele zijn omgevormd in kanongaten. Achter de poort bevonden zich de bewakerszalen, die ondersteund zijn door een zuilengang. Deze zalen zijn heringericht door Lodewijk I.

### De ommuring en de torens
De vesting werd gebouwd door Lodewijk IX in 1230. Ze omvat zeventien torens die gemaakt zijn uit leisteen en tufkrijt. Deze torens zijn ongeveer 30 m hoog en 17 m breed. De torens zijn ook allemaal met elkaar verbonden. Een achttiende toren was vroeger gelegen buiten de ommuring, vlak bij de Maine. Deze toren werd de Guillontoren genoemd. Hij zorgde voor de bevoorrading van het kasteel. In 1832 werd de Guillontoren verwoest. De stevige omsluitingsmuur, die gebouwd werd tussen 1230 en 1240 in opdracht van Lodewijk IX, heeft een omtrek van 800 meter. De muur omsluit een oppervlakte van 25.000 m². Een opmerkelijk feit is dat aan de noordkant van het kasteel het lijkt alsof de architecten het niet nodig vonden om er voor bescherming te zorgen, want de muur wordt er onderbroken.

### De tuinen en hun grachten
Vanaf het moment dat men begon aan de bouw van de vesting, onder leiding van Lodewijk IX, werden ook de grachten gegraven. In het zuiden deden de grachten dienst als scheidingslijn met het kasteel in de voorstad van Esvière, tevens de naam van de heuvel waarop het kasteel gebouwd werd. In het noorden vormden ze de grens tussen de stad Angers en het kasteel. In de 14e eeuw werden de grachten vergroot en dit herhaalde zich later ook in de 16e eeuw. Er waren twee schachten te vinden. De ene bevond zich in het oosten en de ander in het noorden. Hoewel de Maine langs de voet van het kasteel stroomt, heeft men nooit overwogen om de grachten te vullen met water. De hoofdreden was het hoogteverschil van het gebied.
Onder heerschappij van René I van Anjou kregen de grachten een andere functie. Ze werden gebruikt als omheining voor het verloop van steekspelen. Hij was daar een groot liefhebber van. In de 18e eeuw, werden de grachten omringd door tuinen en moestuinen. In 1912 werd de stad Angers huurder van de grachten. Tot in het jaar 1999 plaatste het gemeentebestuur er damherten. Daarna werden ze omgedoopt tot middeleeuwse tuinen.

### De binnenplaats

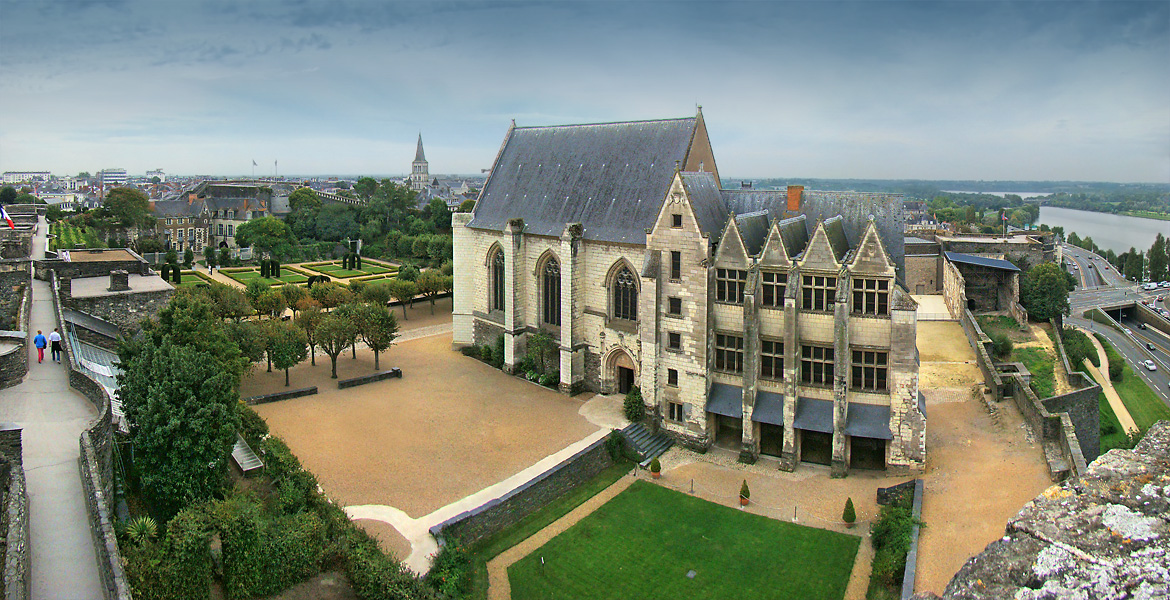
De binnenplaats

De binnenplaats werd verdeeld in twee delen. De structuur van de gebouwen, die dateren uit de 14e en 15e eeuw, verdeelt het hart van het fort in het hoenderhof, ook wel de bezettingskoer genoemd, en de landsheerlijke binnenplaats. Die laatste wordt begrensd door de koninklijke woning, de kapel, de portierswoning en andere gebouwen zoals de bijgebouwen en keukens. De bijgebouwen en keukens zijn intussen al verdwenen omdat ze plaats moesten maken voor de galerij van de Apocalyps.

### De Karolingische grote zaal
Omstreeks het einde van de 14e eeuw onderging de oude Karolingische zaal enkele veranderingen. Er werden grote ramen geplaatst die voorzien waren van raamroedes. Om wat afwisseling te creëren werden er ook kleinere ramen geplaatst. Een grote en indrukwekkende schoorsteen werd gebouwd. De poort dateert uit de 12e eeuw en werd volledig behouden.

### De kapel Saint-Laud
De kapel die zich in het kasteel bevindt, werd op verzoek van Yolande van Aragón gebouwd. Zij was de echtgenote van Lodewijk II van Anjou. De constructie begon in 1405 en werd voltooid in 1413. De kapel is opgedragen aan Sint Johannes de Doper. Door haar enig rechthoekig schip en haar drie boogoverspanningen van Anjou, getuigt de kapel van een architecturale gotische bouwstijl van Anjou. Het is een breed en laag gebouw met een typisch decor uit de 15e eeuw (kenmerkend zijn de gepunte nerven en de voetstukken in de vorm van een fles). De drie sleutelgewelven zijn tot in de kleinste details gebeeldhouwd: het eerste beeldt de wapenschilden van Lodewijk II en Yolande uit, het tweede is verfraaid met het wapenschild van Lodewijk II. De sleutel van het derde gewelf stelt een dubbel kruis voor en is het symbool van het Echte Kruis van Anjou. Dit kruis is de relikwie die in bezit is van het Huis van Anjou en afgebeeld staat op hun wapenschilden. De kapel stelde de relikwie tentoon van 1412 tot 1456.
Het statige oratorium of de heerlijke loggia werd geplaatst in het zuiden. Yolande heeft het laten bouwen maar het werd terug in beslag genomen door René. Hij heeft het vervormd door een drievoudige rij van bogen toe te voegen met uitzicht op het altaar. Het oratorium is rijkelijk versierd aan de kant van de kapel met decoraties en stenen lijstwerk. De militaire bezetting van het gebouw heeft intussen al de opvallende versieringen verwoest. Alleen de negatieve sporen zijn vandaag zichtbaar. Een open haard, waarvan de leiding was verborgen door de steunmuur verwarmde de kamer.
Het glasraam in de kooromgang, die naar het oosten is gericht, zorgt voor de nodige lichtinval in de kerk. Twee glasramen bevinden zich aan weerszijden in de gewelfvlakken, één naar het noorden en één naar het zuiden gericht. De oorspronkelijke glas-in-loodramen werden vernietigd. Men kan echter nog steeds de overblijfselen van een 15e-eeuwse glas-in-loodraam aantreffen in het glasraam van het eerste gewelfvlak, gericht naar het zuiden. Het glas-in-loodraam behoorde oorspronkelijk toe aan de abdij van Louroux. Het glas-in-loodraam, dat in 1812 naar de kerk van Vernante verhuisde, werd in 1901 geschonken aan het archeologisch museum en teruggeplaatst in de kapel van het voormalig ziekenhuis Saint-Jean d’Angers. Uiteindelijk kreeg het in 1951 een plaats in de kapel van het kasteel. Het tafereel toont het moment waarop René I van Anjou en zijn vrouw Jeanne van Laval knielend bidden, in het bijzijn van de Maagd.

### De galerij van Koning René

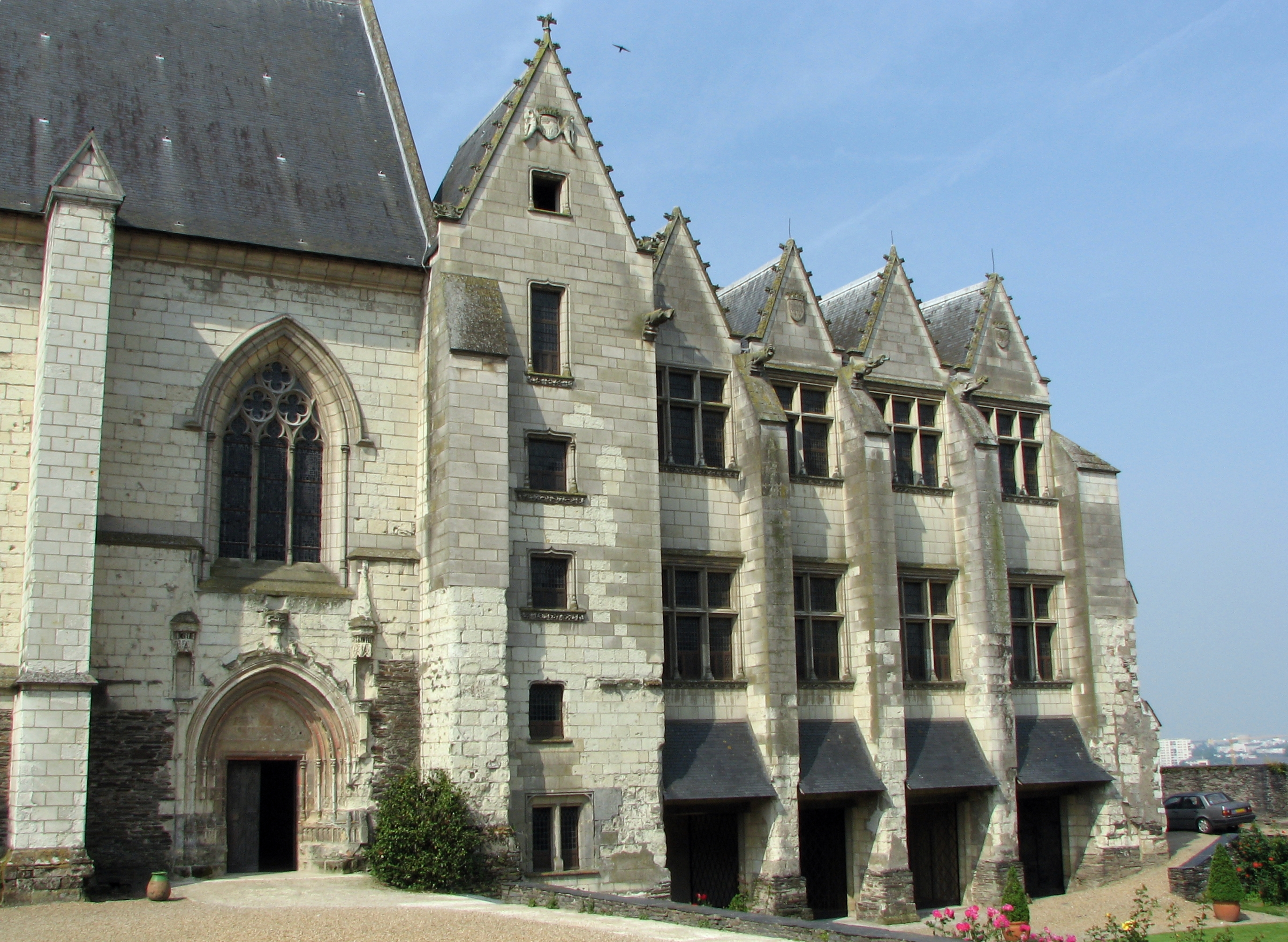
De galerij van Koning René

De galerij van koning René werd gebouwd in de periode 1435-1453 in opdracht van René I van Anjou. Het bestaat uit vier gevelspitsen, allemaal afgescheiden door een steunmuur. Onder elke gevelspits werden er twee ramen geplaatst. Deze zorgen voor de nodige lichtinval op de twee verdiepingen van de galerij, verbonden door een trap in het zuidoosten.

### De portierswoning
De portierswoning is de toegangspoort naar de binnenplaats van de grootgrondbezitter. Deze werd in 1450 gebouwd in opdracht van René I van Anjou. Boven de toegangspoort, bevinden er zich twee verdiepingen, verbonden door een traptoren. De portierswoning is geflankeerd door drie overhellende torentjes met kegelvormige daken, ondersteund door steunmuren, net zoals de portierswoning van het kasteel van Saumur. De overhellende torentjes staan niet gelijk met de spitsgevel, waardoor het gebouw asymmetrisch oogt.
Bij dit bouwwerk maakte men afwisselend gebruik van een samenstelling van leisteen en een samenstelling van kalksteen. De kalksteen werd enkel gebruikt voor elementen die het meest in het oog springen (torentjes, hoeken, omlijstingen). De wapens van René I van Anjou zijn gegraveerd op een wapenschild uit kalksteen, dat zich aan de buitenkant van de spitsgevel bevindt.

### De galerij van de Apocalyps
In de galerij van de Apocalyps bevindt zich het Wandtapijt van de Apocalyps, vervaardigd eind 14e eeuw, en waarvan er slechts een aantal delen ontbreken.